# Communauté de communes du Pithiverais-Gâtinais
Ne pas confondre avec la Communauté de communes du Pithiverais dont le siège est Pithiviers
La communauté de communes du Pithiverais Gâtinais est une communauté de communes située dans le département du Loiret en région Centre-Val de Loire. Elle a été créée le 1er janvier 2017 et est issue de la fusion de la communauté de communes du Beaunois, de la communauté de communes des Terres puiseautines étendue à la commune nouvelle Le Malesherbois.
Elle regroupe 32 communes et 25 693 habitants. Les communes concernées partagent un certain nombre de compétences. En 2017 son siège social se trouve à Puiseaux au 2 bis rue du 14 juillet, son siège administratif à Beaune-la-Rolande au 3 bis rue des Déportés.

## Histoire
Dans une perspective de renforcement des intercommunalités, la loi du 7 août 2015 portant nouvelle organisation territoriale de la République, dite loi NOTRe , augmente le seuil démographique minimal de 5 000 à 15 000 habitants, sauf exceptions. Le Schéma départemental de coopération intercommunale du Loiret est arrêté sur ces bases le 30 mars 2016 et prévoit la fusion de deux communautés de communes avec extension à la commune nouvelle du Malesherbois, dans le nord-est du département.
Le projet de périmètre est arrêté par arrêté inter-départemental du 9 mai 2016 puis approuvé le 9 septembre 2016. 
Le 1er janvier 2025, Bordeaux-en-Gâtinais quitte la communauté de communes à destination de la communauté de communes des Quatre Vallées. 

## Géographie

### Géographie physique
Située au nord du département du Loiret, la communauté de communes du Pithiverais-Gâtinais regroupe 32 communes et présente une superficie de 432,9 km2.

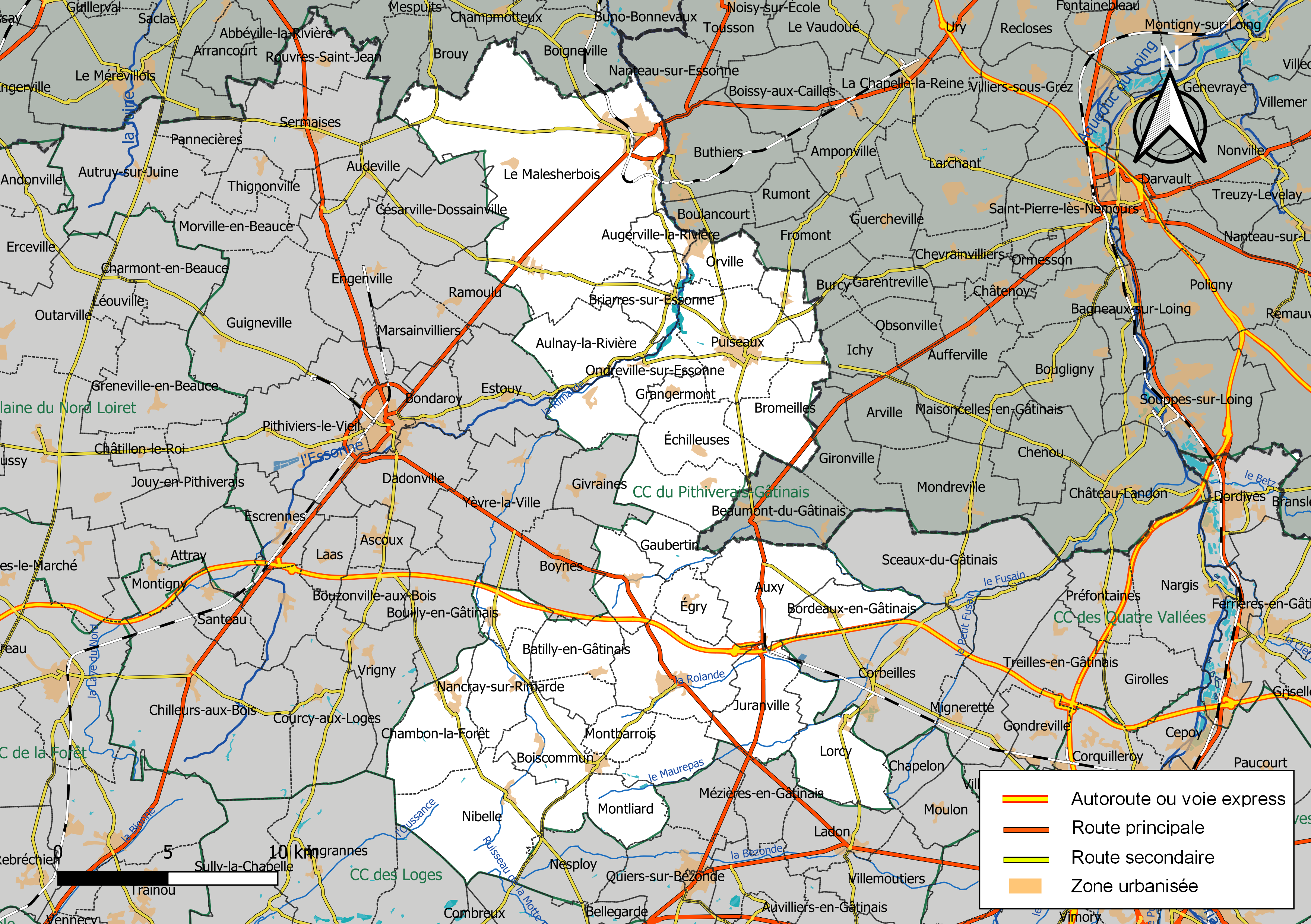
Carte de la communauté de communes du Pithiverais-Gâtinais au 1er janvier 2019.

### Composition

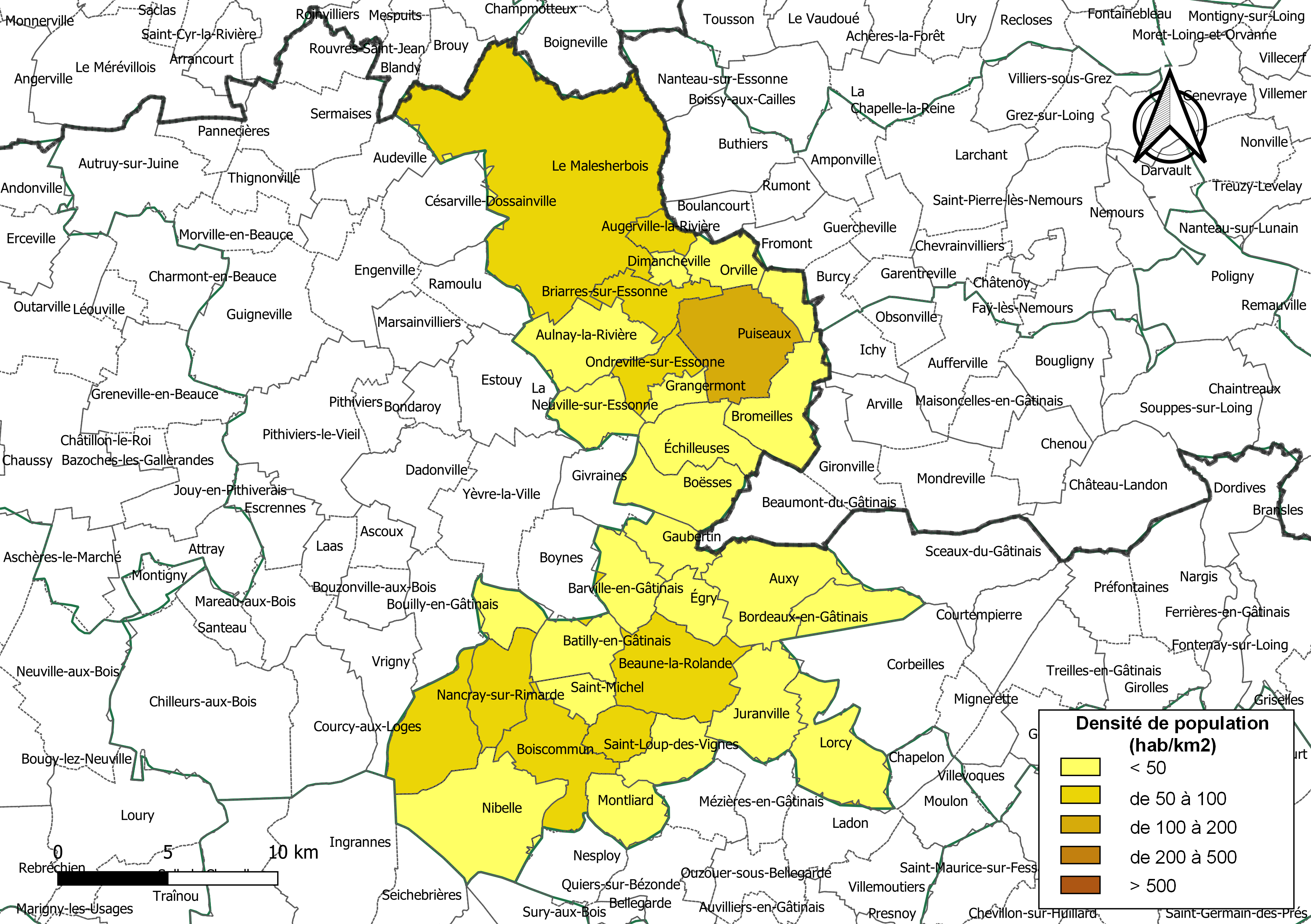
Carte des densités de population (millésimée 2016) des communes de la communauté de communes du Pithiverais-Gâtinais. Composition en communes au 1er janvier 2019.

En 2017, le périmètre de la communauté de communes couvre le territoire de 32 communes. La population municipale 2021 est de 25 693 habitants et sa densité de 59 habitants/km2.
La communauté de communes est composée des 32 communes suivantes :

| Nom                       | Code Insee | Gentilé          | Superficie (km2) | Population (dernière pop. légale) | Densité (hab./km2) |
| ------------------------- | ---------- | ---------------- | ---------------- | --------------------------------- | ------------------ |
| Beaune-la-Rolande (siège) | 45030      | Beaunois         | 20,55            | 1 991 (2022)                      | 97                 |
| Augerville-la-Rivière     | 45013      | Augervillois     | 4,03             | 216 (2022)                        | 54                 |
| Aulnay-la-Rivière         | 45014      | Alnétais         | 16,14            | 505 (2022)                        | 31                 |
| Auxy                      | 45018      | Alciens          | 20,28            | 954 (2022)                        | 47                 |
| Barville-en-Gâtinais      | 45021      | Barvillois       | 10,29            | 299 (2022)                        | 29                 |
| Batilly-en-Gâtinais       | 45022      | Batillois        | 10,32            | 447 (2022)                        | 43                 |
| Boësses                   | 45033      | Boëssois         | 13,13            | 379 (2022)                        | 29                 |
| Boiscommun                | 45035      | Boiscommunois    | 16,06            | 1 142 (2022)                      | 71                 |
| Briarres-sur-Essonne      | 45054      | Briarrois        | 8,23             | 526 (2022)                        | 64                 |
| Bromeilles                | 45056      | Bromeillois      | 14,75            | 321 (2022)                        | 22                 |
| Chambon-la-Forêt          | 45069      | Chambonnais      | 17,16            | 961 (2022)                        | 56                 |
| Courcelles-le-Roi         | 45110      | Courcellois      | 6,3              | 318 (2022)                        | 50                 |
| Desmonts                  | 45124      | Desmontois       | 4,76             | 171 (2022)                        | 36                 |
| Dimancheville             | 45125      | Dimanchevillois  | 2,35             | 107 (2022)                        | 46                 |
| Échilleuses               | 45131      | Rogants          | 12,43            | 387 (2022)                        | 31                 |
| Égry                      | 45132      | Égryons          | 7,39             | 356 (2022)                        | 48                 |
| Gaubertin                 | 45151      | Gaubertinois     | 7,29             | 251 (2022)                        | 34                 |
| Grangermont               | 45159      | Grangermontois   | 3,93             | 177 (2022)                        | 45                 |
| Juranville                | 45176      | Juranvillois     | 15,23            | 435 (2022)                        | 29                 |
| Lorcy                     | 45186      | Lorcéens         | 16,75            | 589 (2022)                        | 35                 |
| Le Malesherbois           | 45191      | Malesherbois     | 85,04            | 8 022 (2022)                      | 94                 |
| Montbarrois               | 45209      | Montbarroissiens | 6,01             | 297 (2022)                        | 49                 |
| Montliard                 | 45215      | Montliardais     | 8,99             | 230 (2022)                        | 26                 |
| Nancray-sur-Rimarde       | 45220      | Nancréens        | 11,58            | 571 (2022)                        | 49                 |
| La Neuville-sur-Essonne   | 45225      | Neuvillois       | 9,19             | 345 (2022)                        | 38                 |
| Nibelle                   | 45228      | Nibellois        | 27,18            | 1 176 (2022)                      | 43                 |
| Ondreville-sur-Essonne    | 45233      | Grenouillards    | 6,57             | 403 (2022)                        | 61                 |
| Orville                   | 45237      | Orvillois        | 7,19             | 129 (2022)                        | 18                 |
| Puiseaux                  | 45258      | Puiseautins      | 20,32            | 3 336 (2022)                      | 164                |
| Saint-Loup-des-Vignes     | 45288      | Lupériens        | 8,86             | 391 (2022)                        | 44                 |
| Saint-Michel              | 45294      | Michellois       | 5,14             | 149 (2022)                        | 29                 |

## Démographie
| 1968   | 1975   | 1982   | 1990   | 1999   | 2010   | 2015   | 2021   |
| ------ | ------ | ------ | ------ | ------ | ------ | ------ | ------ |
| 16 997 | 17 706 | 19 174 | 21 446 | 23 140 | 25 475 | 25 982 | 25 693 |

## Organisation

### Conseil communautaire
Le nombre et la répartition des sièges au sein de l’organe délibérant de la communauté de communes du Pithiverais-Gâtinais est arrêté selon les modalités prévues aux II et III de l'article L 5211-6-1 du CGCT. Ainsi le conseil communautaire compte 58 sièges répartis en fonction du nombre d'habitants de chaque commune.

### Présidente
Delmira Dauvilliers, maire puis adjointe au maire DVD du Malesherbois, est présidente de la communauté de communes.

## Compétences
La loi Notre prévoit le transfert de nouvelles compétences aux communautés de communes et aux communautés d’agglomération selon un calendrier échelonné.

### Compétences obligatoires
- Promotion du tourisme, dont la création d’offices de tourisme (au sein du groupe de compétence « développement économique ») : 1er janvier 2017
- Collecte et traitement des déchets : 1er janvier 2017
- Entretien et gestion des aires d’accueil des gens du voyage : 1er janvier 2017
- Gestion des milieux aquatiques et protection contre les inondations (GEMAPI) : 1er janvier 2018
- Eau : 1er janvier 2020
- Assainissement : 1er janvier 2020

### Compétences optionnelles et facultatives
La lecture combinée des articles 64 et 68 ajoute :
- les compétences « création et gestion de maisons de service au public » et « eau » sur la liste des compétences optionnelles des communautés de communes à compter respectivement du 1er janvier 2017 et du 1er janvier 2018 pour les communautés de communes existantes.
- la compétence « Création de maisons de service au public » sur la liste des compétences optionnelles des communautés d’agglomération à compter du 1er janvier 2017.

En cas de fusion d’EPCI (cas de la communauté de communes du Pithiverais), le nouvel EPCI exerce l’ensemble des compétences exercées auparavant par les EPCI fusionnés (niveau d’intégration le plus élevé). Toutefois, et jusqu’à une délibération de l’EPCI dans le délai d’1 an s’agissant des compétences optionnelles et dans le délai de 2 ans s’agissant des compétences facultatives, l’EPCI fusionné  n’exerce les compétences optionnelles ou facultatives que sur les anciens périmètres où elles étaient exercées.